# Droga 550 (Islandia)
Droga 550 (isl. Þjóðvegur 550), także Kaldidalur, jest drogą górską na Islandii. Jej nazwa pochodzi od doliny, którą droga przebiega.
Rozpoczyna się na północ od Þingvellir, na zachód od wulkanu Skjaldbreiður. Przebiega między lodowcami Þórisjökull i Ok. Łączy się z drogą biegnącą doliną Reykholtsdalur na wschód od miejscowości Húsafell. 
Nawierzchnia na całej długości drogi wykonana jest ze żwiru.
Droga jest znacznie krótsza od popularnych wśród turystów dróg górskich Kjölur i Sprengisandur, uważana jest również za łatwiejszą.

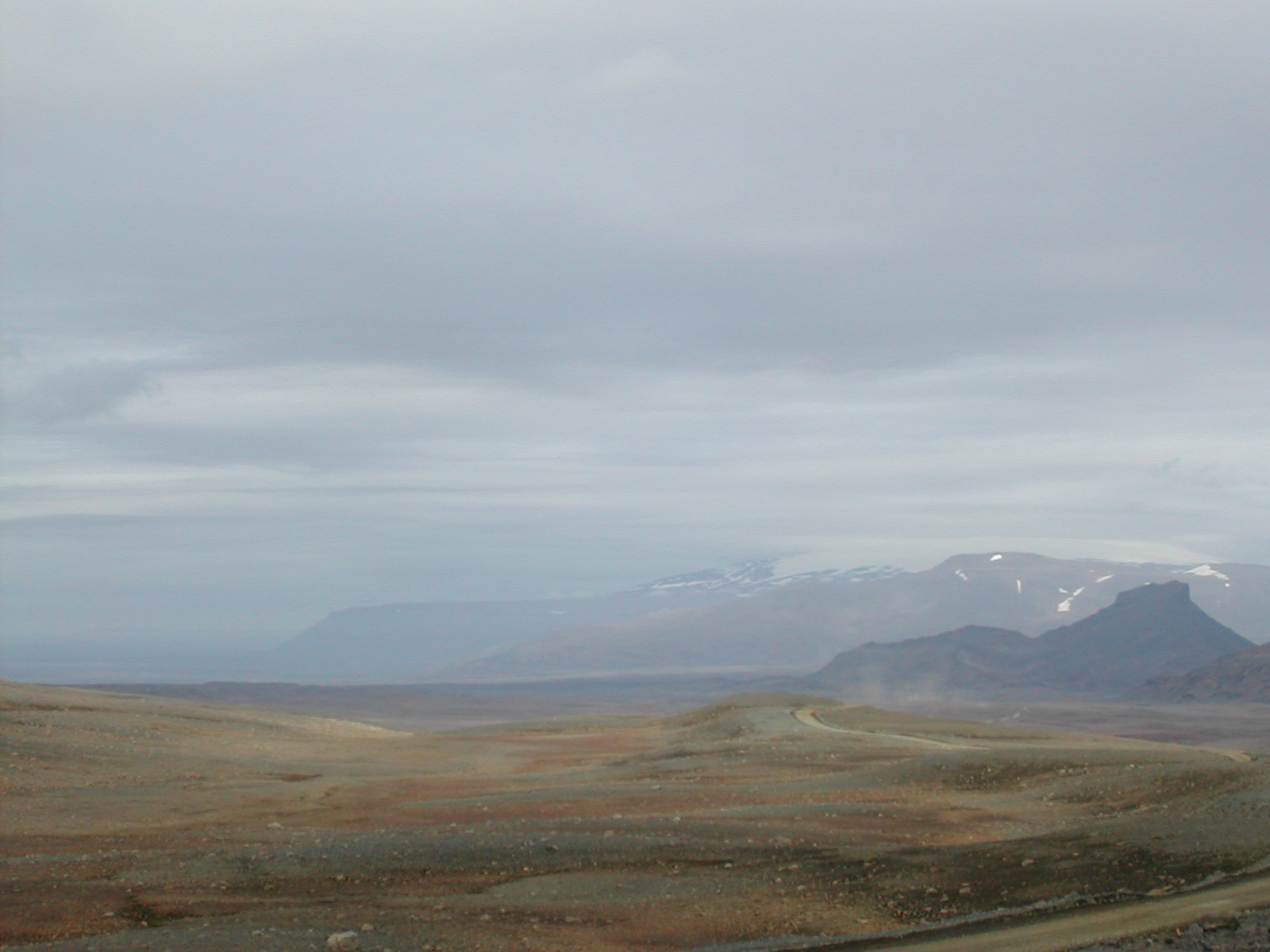
Droga Kaldidalur
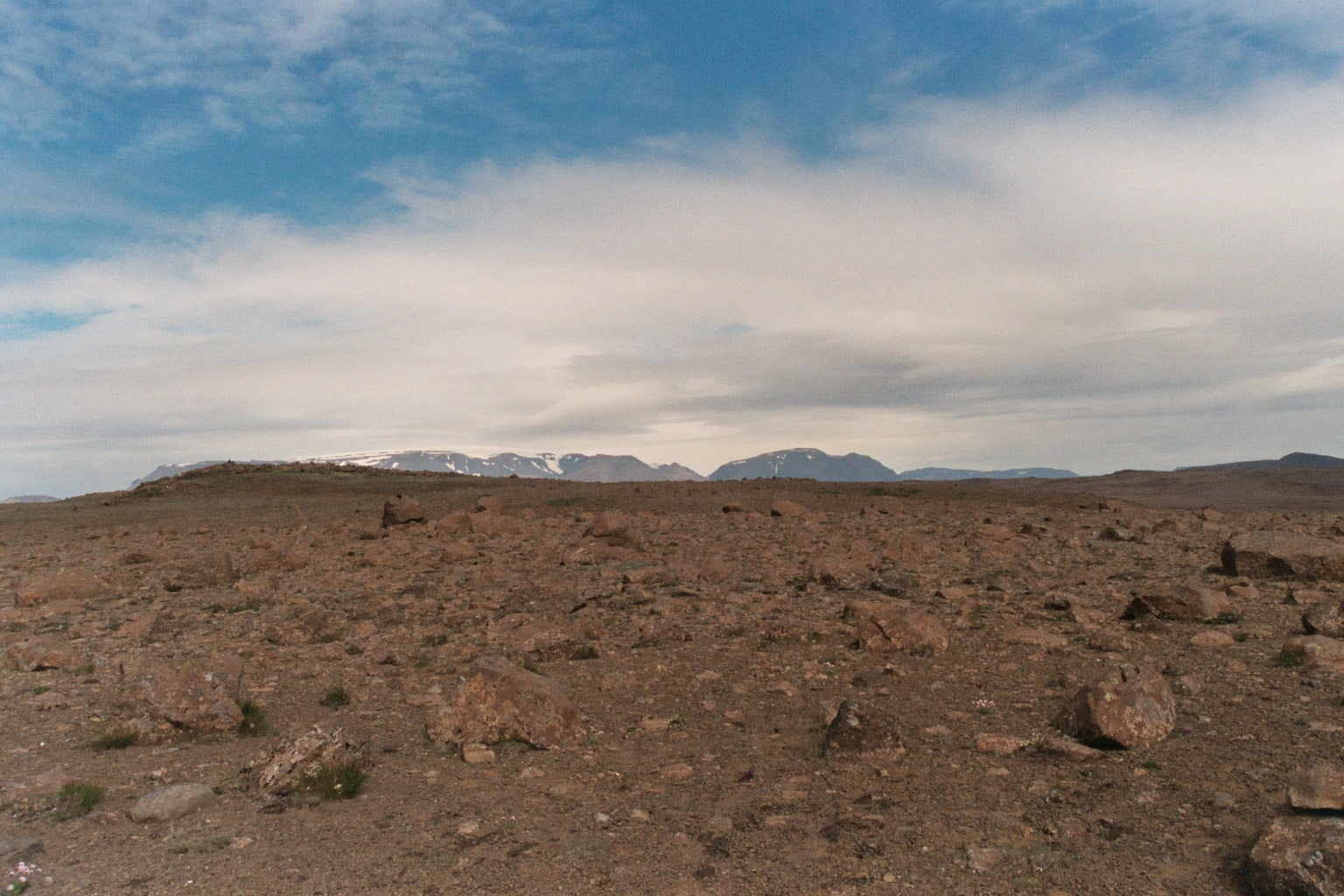
Kamienna pustynia wokół Kaldidalur
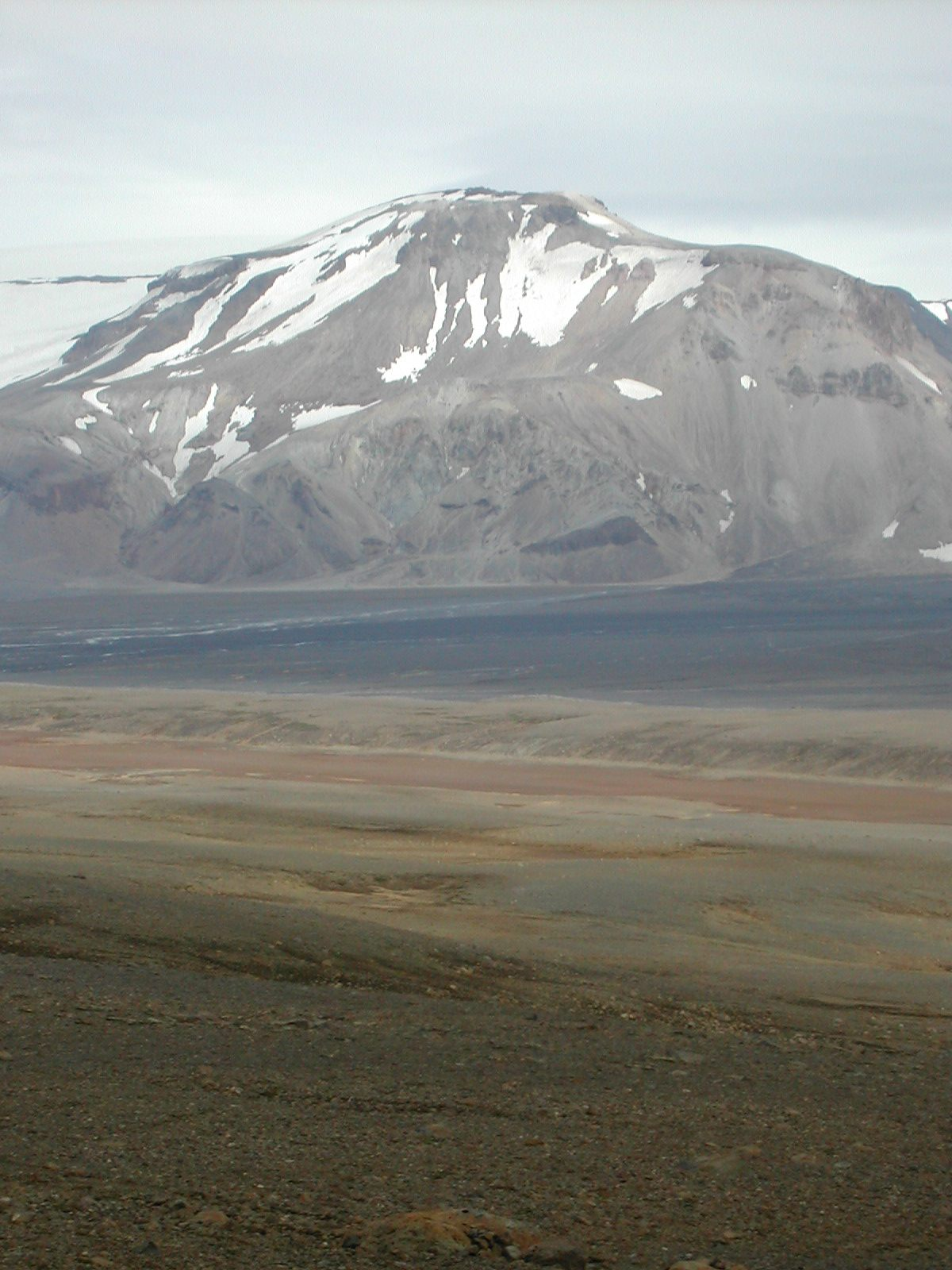
Droga Kaldidalur